# Кенмор (Вашингтон)
Кенмор (англ. Kenmore) — город в округе Кинг в штате Вашингтон в Соединённых Штатах Америки.
По данным переписи населения 2020 года в США, население города составляло 23 914 человек.

## История
В настоящее время воздушная гавань Кенмора — крупнейший в своем роде объект для обслуживания гидросамолётов в США.

## География
Кенмор — пригородный город в устье реки Саммамиш, в 12 милях (19 км) к северо-востоку от центра Сиэтла и в двух милях (3,2 км) к западу от Ботелла.
По данным Бюро переписи населения США, общая площадь города составляет 6,26 квадратных миль (16,21 км2), из которых 6,15 квадратных миль (15,93 км2) — это суша и 0,11 квадратных миль (0,28 км2) — водная поверхность.